# Wereldvoetballer van het jaar 1996

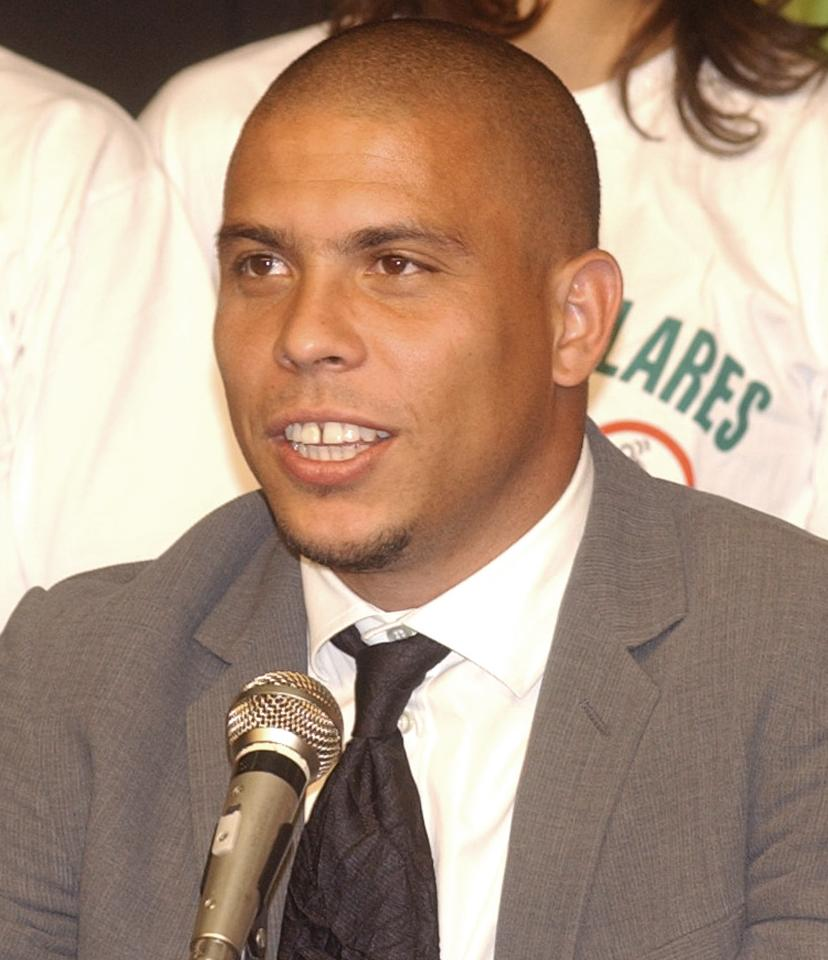
Ronaldo werd in 1996 Wereldvoetballer van het jaar.

In 1996 werd Ronaldo door de FIFA verkozen tot Wereldvoetballer van het jaar. Hij won deze prijs op 20-jarige leeftijd en is daarmee de jongste voetballer die zich deze eer ten deel viel.

## Resultaten
| #  | Speler            | Club                                | Punten |
| -- | ----------------- | ----------------------------------- | ------ |
| 1  | Ronaldo           | PSV → FC Barcelona                  | 329    |
| 2  | George Weah       | AC Milan                            | 140    |
| 3  | Alan Shearer      | Blackburn Rovers → Newcastle United | 123    |
| 4  | Matthias Sammer   | Borussia Dortmund                   | 109    |
| 5  | Jürgen Klinsmann  | Bayern München                      | 54     |
| 6  | Nwankwo Kanu      | Ajax → Internazionale               | 32     |
| 7  | Paolo Maldini     | AC Milan                            | 25     |
| 8  | Davor Šuker       | Sevilla → Real Madrid               | 24     |
| 9  | Gabriel Batistuta | Fiorentina                          | 19     |
| 10 | Romário           | Flamengo → Valencia                 | 13     |

## Referentie
- World Player of the Year - Top 10

1991 · 1992 · 1993 · 1994 · 1995 · 1996 · 1997 · 1998 · 1999 · 2000 · 2001 · 2002 · 2003 · 2004 · 2005 · 2006 · 2007 · 2008 · 2009